# パトリック・マッケンロー
パトリック・マッケンロー（Patrick McEnroe, 1966年7月1日 - ）は、アメリカ・ニューヨーク州マンハセット出身の元男子プロテニス選手。1980年代の男子テニス界をリードした名選手、ジョン・マッケンローの実弟である。1989年の全仏オープン男子ダブルスでジム・グラブ（同じアメリカの選手）と組んで優勝した。自己最高ランキングはシングルス28位、ダブルス3位。ATPツアーでシングルスは1勝どまりだったが、ダブルスで1989年全仏オープンを含む16勝を挙げた。

## 経歴
マッケンロー家は3人兄弟の家族で、ジョンは長男、パトリックは末っ子の三男である。パトリックは1984年2月、17歳半の時に「WCTリッチモンド」（WCT: World Championship Tennis ワールド・チャンピオンシップ・テニス、当時あったプロテニスツアー）大会のダブルスで、兄のジョンと組んでツアー初優勝を挙げた。この後1984年全仏オープンのジュニア男子ダブルス部門でルーク・ジェンセンと組んで優勝し、続いてウィンブルドンと全米オープンで男子ダブルス一般の部に初出場している。パトリックはしばらくアマチュアテニス界にとどまり、兄と同じスタンフォード大学に進学した。スタンフォード大学の学生テニス選手として、1986年から1988年までNCAAテニス選手権の男子シングルスに3連覇を達成し、大学を卒業した1988年からプロテニス選手の生活に入った。プロ入りした1988年は、全米オープンの混合ダブルスでエリザベス・スマイリー（オーストラリア）とペアを組んだ準優勝がある。最初のチャンスを阻止した相手は、ジム・ピューとヤナ・ノボトナのコンビだった。
1989年に入ると、P・マッケンローはダブルスでジム・グラブとペアを組む機会が増え、このコンビで全仏オープン男子ダブルス優勝を飾った。2人は決勝でマンスール・バーラミ（イラン）&エリック・ヴィノグラツキ（フランス）組を 6-4, 2-6, 6-4, 7-6 のスコアで退けた。P・マッケンローとグラブは、年末の男子ツアー最終戦「マスターズ・ダブルス」でも決勝に進み、ジョン・フィッツジェラルド（オーストラリア）&アンダース・ヤリード組を 7-5, 7-6, 5-7, 6-3 で破って優勝した。しかし、2人は1990年全仏オープン男子ダブルス準決勝でゴラン・イワニセビッチ（当時ユーゴスラビア）&ペトル・コルダ（当時チェコスロバキア）組に 2-6, 6-2, 3-6 で敗れ、全仏ダブルス連覇を逃してしまう。
1991年の全豪オープンで、パトリック・マッケンローはシングルスの準決勝に進み、男子ダブルスでデビッド・ウィートンと組んで準優勝した。男子シングルス準決勝では、第2シードのボリス・ベッカーに 7-6, 4-6, 1-6, 4-6 で敗れ、ウィートンとの男子ダブルスではスコット・デービス&デビッド・ペイト（この組もアメリカペア）に 7-6, 6-7, 3-6, 5-7 で敗れた。これが彼の4大大会シングルス自己最高成績である。4年後の1995年、彼は1月初頭の「メディバンク国際」（オーストラリアでシングルス優勝を果たし、全米オープンでシングルスのベスト8に入った。この準々決勝でもベッカーと顔を合わせ、第2-第4セットの3連続でタイブレークを戦った末に 4-6, 6-7, 7-6, 6-7 のスコアで競り負けた。彼はキャリアを通じて、シングルスよりもダブルス分野のほうに好成績が多かった。
P・マッケンローは日本のトーナメントでも、2度の男子ダブルス準優勝があった。1994年4月のジャパン・オープンでは、カナダのセバスチャン・ラルーとペアを組み、スウェーデンペアのアンダース・ヤリード&ヘンリク・ホルム組に 6-7, 1-6 で敗れた。1995年10月のセイコー・スーパー・テニスでは、彼のパートナーはスイスのヤコブ・ラセクで、決勝戦でオランダペアのヤッコ・エルティン&ポール・ハーフース組に 6-7, 4-6 で敗れて準優勝になった。セイコー・スーパー・テニスはスポンサーの撤退により1995年度が最後の開催になり、マッケンローとラセクは同大会最後の男子ダブルス準優勝者となった。
パトリック・マッケンローは1998年全米オープンの男子ダブルス2回戦敗退を最後に、32歳で現役を引退した。2001年から男子テニス国別対抗戦・デビスカップのアメリカチーム代表監督に就任し、就任7年目の2007年に米国チームを1995年以来12年ぶりのデビスカップ優勝に導いた。彼は2010年でデ杯アメリカチームの監督を退任し、全米テニス協会でも選手育成部の部長として活動している。